# Templo Jing’an
El templo Jing’an (en chino:静安寺) es un templo budista localizado en el distrito de Jing'an de la localidad de Shanghái en la República Popular China. Su nombre significa paz y tranquilidad, y se trata del templo más antiguo de la ciudad. 
El primer templo fue construido en el año 247 durante el Reino Wu en el periodo de los Tres Reinos. En 1216, durante la Dinastía Song, el templo se trasladó a su ubicación actual. Fue reconstruido durante la dinastía Qing. La primera organización budista del país se estableció aquí en el año 1912. La Revolución Cultural transformó el templo en una fábrica de plásticos, volviendo a convertirse en templo en 1983.
En su interior destacan una estatua de Buda sentado de 3,8 metros de alto, la mayor estatua de sus características de todo el país, una campana de cobre de la dinastía Ming de 6,2 metros de alto y un peso de 5 toneladas, así como un tambor realizado con piel de vaca de 2,2 metros de diámetro. 
En la actualidad, se encuentra rodeado de modernos rascacielos que contrastan con el estilo clásico del templo.
- Datos: Q403189
- Multimedia: Jing'an Temple / Q403189